# میمنت‌آباد (بهارستان)
میمنت‌آباد روستایی در دهستان میمنت بخش گلستان شهرستان بهارستان استان تهران ایران است.

## جمعیت
بر پایه سرشماری عمومی نفوس و مسکن در سال ۱۳۹۵ جمعیت این مکان ۵٬۸۲۱ نفر (۱٬۶۱۵خانوار) بوده‌است.